# Семёнов, Анатолий Сергеевич
Анатолий Сергеевич Семёнов (род. 23 февраля 1988, Сочи, Краснодарский край) — российский футболист, полузащитник.

## Карьера
Воспитанник сочинского футбола. Начинал свою карьеру в клубе «Сибирь-2». В 2009 году молодой хавбек некоторое время оставался без команды и был вынужден уйти в пляжный футбол. Он играл за команду Суперлиги «Весна» (Сочи). Всего в российской пляжной элите Семёнов провел три матча, в которых забил четыре гола.
С 2011 по 2016 годы футболист выступал за ряд команд второго дивизиона. Последним профессиональным клубом в его карьере стал «Сочи».

## Сборная
Некоторое время Анатолий Семёнов играл за абхазскую «Гагру». В 2018 году он вошел в заявку местной сборной на чемпионате мира среди сборных непризнанных государств, проходившем в Лондоне. По итогам поединка со сборной Закарпатья полузащитник был признан лучшим футболистом матча.